# アミル
アミル（アラビア語: أمير, Amīr, アミール）は、称号・役職名やアラビア語由来人名アミールに対するカタカナ表記の一つ。一般名詞としては「長（おさ）」「指導者、指揮官、司令官」「統治者、王」「王の息子、王子」などを意味する。
男性名としてはアラブ諸国に限らず各国のイスラム教徒の間で命名に用いられている。正統カリフかつシーア派イマームだったアリーの称号・二つ名が「信徒たちのアミール（長）」であることからシーア派におけるアリー崇敬から名付けられることも少なくない。
非アラビア語圏ではエミール、エミル（例：トルコ語）のように語頭の母音や長母音の有無など多少発音が異なるなどする。
女性の場合はアミールの女性形であるアミーラ（أميرة, AmīrahないしはAmīra, アミーラ、「女性の長、女性指導者、女性司令官」「王女」の意）になるが、非アラビア語圏では区別されないこともある。
なお、アラビア語に由来するアーメル（アラビア語: عامر、アーミル）という名もあるため、混同に注意を要する。

## 人物
- アミール・サダロー
- アミール・カーリッチ
- エミール・クストリッツァ
- アミール・ヴァヘディ

## 架空の人物
- アミル・ハルガル - 乙嫁語りの主人公